# 셰필드 FC
셰필드 FC(Sheffield F.C.)는 잉글랜드 셰필드를 연고로 하는 축구 클럽으로 1857년 창단되어 FIFA에 의해 세계에서 가장 오래된 축구 클럽으로 인정 받고 있다. 현재 잉글랜드 8부리그에 있다.